# Antonio Alegre
Antonio Alegre (Ciudad de Chacabuco, 13 de agosto de 1924 - Buenos Aires, 24 de febrero de 2010) fue un destacado dirigente deportivo argentino. Se desempeñó durante 10 años como presidente del Club Atlético Boca Juniors, desde 1985 a 1995.  
Alegre asumió la presidencia de Boca Juniors en un momento de suma crisis, donde se temía que el club entrara en quiebra. Logró revertir la situación y hacer una exitosa gestión consiguiendo cuatro títulos a nivel internacional y un título a nivel nacional. Al finalizar su mandato en el año 1995, se presentó para una nueva reelección siendo derrotado por Mauricio Macri.

## Biografía
Antonio Alegre nació en la Ciudad de Chacabuco el 13 de agosto de 1924 y murió en Buenos Aires el 24 de febrero de 2010. Desde joven fue afiliado al Club Atlético Boca Juniors, club del cual años más tarde sería presidente, antes de dedicarse a la política dirigencial, dedicaba su tiempo a su empresa personal perteneciente a la rama de la obra civil. Fue justamente a través de ella que comenzó su vínculo con el deporte al incursionar en el automovilismo, donde acompañó la carrera deportiva del piloto Francisco Espinosa, quien supo consagrarse campeón en 1980 del Turismo Carretera. Por aquellos años, Boca Juniors atravesaba su peor crisis institucional con una fuerte intervención, lo que hizo lanzar la carrera dirigencial de Alegre a través de su apoyo a Espinosa. Estas actividades, fueron las que lo animaron a buscar la presidencia del club, a la cual llegó luego de celebrados los comicios del año 1985. 

## Trayectoria como dirigente

### Asunción y gestión desde 1985 a 1995
Su llegada a la Presidencia del club, se dio en un momento de suma crisis donde el club se encontraba al borde de la quiebra y con una intervención encima. Con ese ámbito desfavorable, Alegre asumió la Presidencia en forma unánime acompañado por su eterno compañero de fórmula, Carlos Heller y con el apoyo de todas las agrupaciones.
Su llegada a la presidencia mostraba un panorama dantesco para el club: La Bombonera fue clausurada en reiteradas oportunidades, por deficiencias estructurales. Todas las semanas se iniciaba algún juicio en contra del club (sea ejecutivo, ordinario, o pedido de quiebra) mientras que en lo deportivo tampoco había lauros.
El Campeonato Metropolitano de 1984 que tuvo como vencedor a Argentinos Juniors, Boca lo finalizó en el decimosexto lugar, sobre un total de 19 equipos, llegando a empatar en la tabla de promedios con el antepenúltimo lugar.

"Un hombre bueno, pobre, y los argentinos pueden tener la absoluta seguridad de que seguirá siendo pobre cuando termine su mandato. Lo conozco muy bien, es humilde, no tiene ambiciones, pero en cambio posee una gran virtud como político: quiere mucho a su pueblo, comprende sus problemas. El país está como Boca, deteriorado, falta credibilidad, y por eso es difícil solucionar los problemas. Hay que pasar este año, 1985, que va a ser duro, y después se van a notar signos de mejoría. Hay que tener un poco de paciencia"
Antonio Alegre describiéndose para El Grafico

En 1985 fue él mismo quien tuvo que poner dinero de su bolsillo para evitar la quiebra del club, tras esto Alegre asumió el desafío de levantar al club, durante los 10 años de su gestión, intentó mejorar la faz deportiva, a la vez que el club se encontraba en una situación de convocatoria de acreedores, dictada en 1984, que la administración de Alegre supo sortear. Sin embargo, mucho fue el dinero invertido en jugadores para reforzar el plantel, de los cuales solo unos pocos pudieron sobrevivir. 
Los éxitos deportivos demoraron en llegar. La primera gran alegría fue la obtención de la Supercopa de 1989. Más tarde se sucederían, la Recopa Sudamericana de 1990, la Copa Master de Supercopa de 1992 y la Copa de Oro Nicolás Leoz de 1993. Su primer y único título a nivel local fue el Torneo Apertura de 1992.
Otra de las gestiones de Alegre, fue la promoción de jugadores de las divisiones inferiores entre los años 1987 a 1993, entre los que se destacaron Diego Latorre, Walter Pico y Rodolfo Arruabarrena, casualmente, esta gestión fue imitada años más tarde por el fallecido presidente Pedro Pompilio y por su sucesor Jorge Amor Ameal, quienes también formaban parte de la Comisión Directiva de la Gestión Alegre.

### Elecciones en 1995
En 1995, Alegre intentó buscar su reelección, junto a su compañero Carlos Heller, pero terminó siendo derrotado por Mauricio Macri. Se retiró del cargo dejando al club libre de todo tipo de deudas y en funcionamiento, también logró revertir la mala administración de sus antecesores, Martín Noel y Domingo Corigliano así mismo retirándose de la vida pública. Tuvo luego esporádicas apariciones como opositor a Mauricio Macri, pero su última aparición pública fue para expresar sus condolencias por el fallecimiento de quien fuera uno de sus más destacados colaboradores durante su gestión, y que se encontraba hasta ese entonces, presidiendo su club amado: Pedro Pompilio.

## Fallecimiento
Alegre falleció el 24 de febrero de 2010 a la edad de 85 años en Buenos Aires a causa de una enfermedad que lo aquejaba hace un largo tiempo.

## Palmarés

### Torneo Nacional
| Título          | Club         | País      | Año  |
| --------------- | ------------ | --------- | ---- |
| Torneo Apertura | Boca Juniors | Argentina | 1992 |

Notas
- En 1991, Boca Juniors se consagró campeón de la segunda mitad del Torneo Nacional temporada 90/91. Luego de ese triunfo, jugó una final unificada frente al campeón del Torneo Apertura, Newell´s Old Boys, resultando vencedor este último. Recientemente la AFA  reconoció a los ganadores de ambos torneos como campeones, sumando este título al palmarés de Boca.

### Torneos internacionales
| Título              | Club         | País      | Año  |
| ------------------- | ------------ | --------- | ---- |
| Supercopa           | Boca Juniors | Argentina | 1989 |
| Recopa Sudamericana | Boca Juniors | Argentina | 1990 |
| Copa Master         | Boca Juniors | Argentina | 1992 |
| Copa de Oro         | Boca Juniors | Argentina | 1993 |